# Masía el Espinar
La Masía el Espinar es una finca rústica fortificada de propiedad familiar situada en el término municipal de Liria, Valencia, España. Concretamente el majestuoso edificio se sitúa en las primeras estribaciones montañosas al norte de Liria, cerca de la carretera de Alcublas.

## Historia
En su origen fue construida como monasterio de la Orden de los Jerónimos.
Doña Germana de Foix, sobrina del rey de Francia Luis XII y segunda esposa de Fernando el Católico, falleció aquí el 8 de noviembre de 1536 cuando tenía 48 años. La elección del retiro liriano no fue casual. La reina doña Germana y su último marido, el Duque de Calabria, mantenían vínculos con la comunidad monástica de los jerónimos, hasta el punto de que fueron estos quienes se ocuparon de poblar el futuro monasterio de San Miguel y los Santos Reyes (hoy popularmente conocido como San Miguel de los Reyes), cuya construcción dejaron encargada en testamento y se inició en 1546.
Los monjes construyeron una residencia adosada al monasterio donde la Virreina dispusiera de un lugar al que retirarse y así encontrar la paz y cuidados que necesitaba, en especial en momentos de enfermedad, y quizás también el influjo monacal de la oración tras una vida muy azarosa.
Una placa situada en el patio exterior de la masía recuerda que allí falleció la Virreina y que más tarde fue trasladada por cien monjes jerónimos en procesión hasta San Miguel de los Reyes, para reposar junto a los restos de su tercer marido, el duque. En dicha placa reza: 

«En este histórico monasterio a la sazón de los monjes Jerónimos falleció 15 de octubre de 1536 siendo Reina Gobernadora de Valencia Germana de Foix esposa que fue del rey D. Fernando el Católico Marquesa de Brandemburgo y Duquesa de Calabria. Cien clérigos con antorchas acompañaron sus restos mortales hasta Valencia, donde reposan en el Monasterio de S. Miguel de los Reyes. In memoria scripsit (Crónica del Reino de Valencia) (Viciana)»

No es la placa original, que fue destruida por las milicias republicanas durante la guerra civil, cuando la masía fue hospital militar, pero sus dueños se encargaron después de reponerla.
Encima de la puerta principal de entrada a la casona palaciega persiste además el escudo del Duque de Calabria, testimonio del pasado de este edificio.
La masía alcanzó una nueva época dorada en el siglo XVIII. Durante este periodo el Reino de Valencia experimentó un gran crecimiento económico que dio paso a la aparición de nuevos ricos. Uno de ellos fue el cortante valenciano Antonio Vázquez, quien se había enriquecido gracias al abastecimiento de la ciudad. Entre 1752 y 1767  compró hectáreas de terrenos en Liria y, entre ellas, la masía, siguiendo la costumbre entre la adinerada burguesía valenciana de comprar grandes extensiones agrarias en las cercanías de la ciudad. Este propietario reformó profundamente el complejo, dándole la apariencia que tiene en la actualidad. La quiebra de Vázquez en 1769 provocó el embargo de la masía, que fue vendida por el ayuntamiento de Valencia al monasterio Jerónimo de San Miguel de los Reyes.
En el primer tercio del siglo XIX, durante las desamortizaciones del Trienio Liberal, el monasterio les fue expropiado a los monjes y cedido en arriendo, hasta que el año 1821 la compró el militar y abastecedor de la ciudad Manuel Bas. En 1822 pasó a manos del comerciante (y también abastecedor) Pedro Pablo Casabonne, nieto del citado Vázquez, quien fue su propietario hasta 1833 cuando vendió la masía al industrial catalán José Bonaplata. Este fue propietario hasta el 18 de diciembre de 1883 cuando la vendió a don Jacinto Gil de Avalle y González Larrinaga. Desde finales del siglo XIX pertenece a los marqueses de Pescara y se mantiene muy cuidada, incluso en aspectos que rememoran su pasado monacal y fortificado. La bella construcción está rodeada de una gran área ajardinada y con un pequeño bosque, en medio de una moderna finca de almendros.
Encuadrada dentro de las denominadas masías fortificadas, conserva hoy día una parte del muro y sendas garitas, así como las cuadras, ahora ya sin uso al igual que las taquillas de madera, en otro tiempo utilizadas por los numerosos empleados que tuvo, para cuidado de las tierras de labor. El patio, donde precisamente está la lápida en cuestión, conserva aún el pavimento adoquinado.